# Power Bros
Power Bros ist ein 1992 von Krzysztof Popek gegründetes unabhängiges polnisches Tonträgerunternehmen, das sich auf Jazz spezialisierte. Es nahm Musiker wie Tomasz Stańko, Zbigniew Namysłowski, Piotr Wojtasik, Michał Urbaniak, Leszek Możdżer & David Friesen, Maciej Sikała, Krzysztof Barcik, Piotr Baron oder Jarek Śmietana unter Vertrag. In der Reihe Zofia Komeda Presents erschien eine autorisierte Veröffentlichung der Werke von Krzysztof Komeda.